# 練習

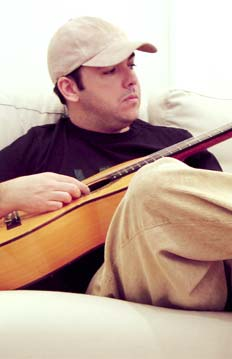
音樂家在練習樂器

練習是為了理解某個技能，而反覆學習的動作。運動團隊、樂隊、個人等皆可實行練習，例如：「她每天放學後都會練習貝斯」。

## 詞源
「練習」一詞最早在《三國志》出現。在「魏書·袁張涼國田王邴管傳」中，其記載張昭對張承說：「士不素撫，兵不練習，難以成功」。依據教育部重編國語辭典修訂本指出，該時期的「練習」為「操練、訓練」之意。1822年，馬禮遜收錄的《英華字典》就已將「習練」列入詞語中，並對應英文的「practise」。
英文的「practice」則源於希臘文「πρακτική」（praktike）或陰性的「πρακτικός」（praktikos），意為「fit for or concerned with action, practical」、或動詞的「πράσσω」（prasso），意為「to achieve, bring about, effect, accomplish」在英式英語，「practice」為名詞，用於動詞的練習必須使用「practise」。但在美式英語，「practice」可同時用於動詞和名詞。「practise」則不使用。

## 常見種類
常見的練習目的有：

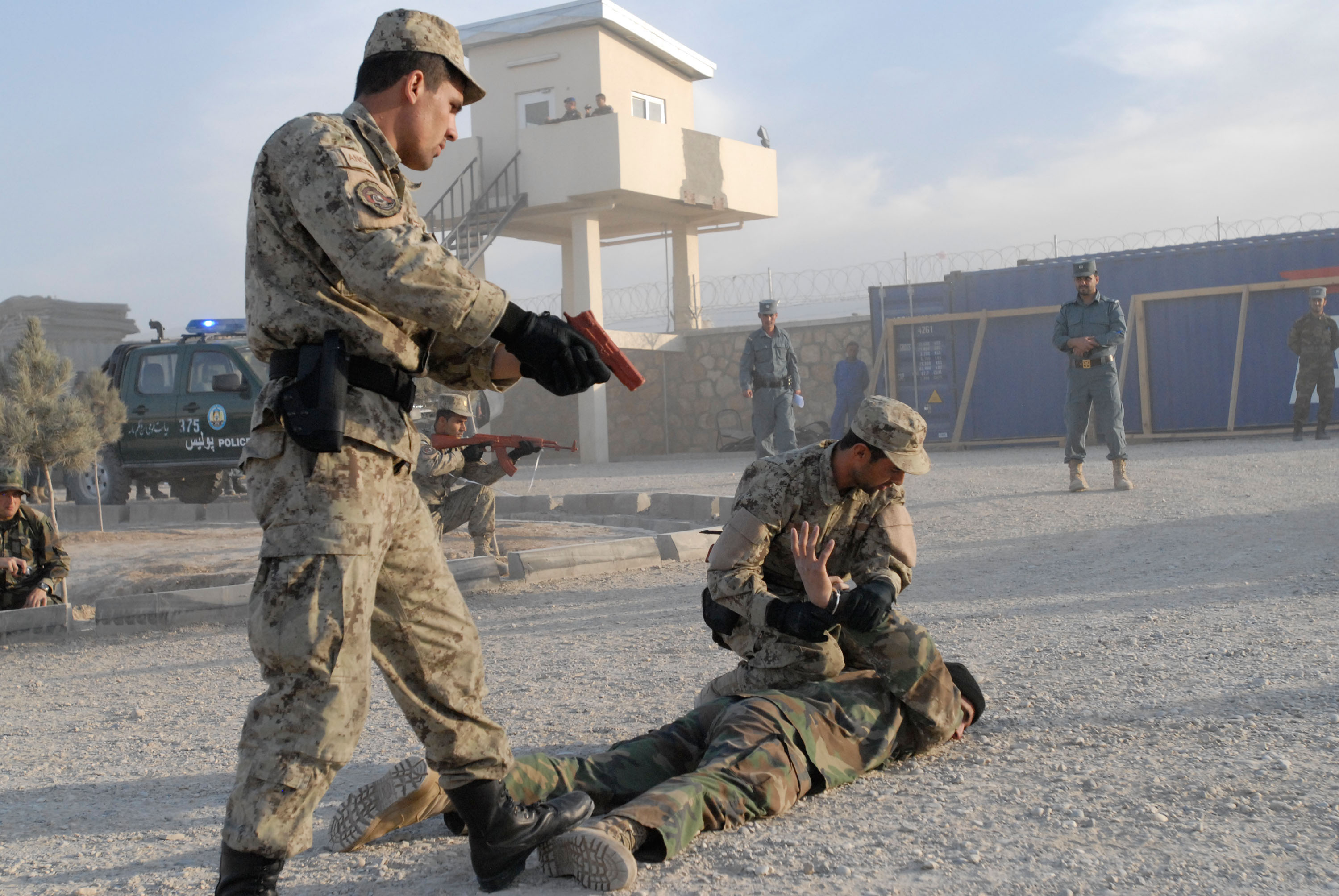
Mazar-e Sharif 練習中心的阿富汗國家民間秩序警察學員在練習如何拘留武裝叛亂分子。攝於2010年12月12日

- 理解如何演奏樂器，以提高自身的音乐技巧（英语：musical technique）[6]
- 提升運動員或運動團隊的表現[7]
- 在表演藝術方面，為接下來的公開演出做準備
- 加強閱讀、寫作、人際溝通、打字、文法和拼寫等技巧
- 加強新習得的技能[8]
- 維持已習得的技能[9]
- 理解武術。常見的練習形式有形稽古（日语：形稽古）和對打（英语：sparring）
- 掌握職業相關的技能。比方說，讓收銀員理解如何使用POS系統

練習者能進步多少取決於數項要素，包含練習頻率、用於改進的反饋系統等。回饋系統無論是教師設計、還是練習者從參考的來源中自我反饋，如果其設計不良，那練習除了可能無效以外、還可能會出現反效果。練習量需要多少，則取決於技能性質與練習者狀況：有些人在某项特定技能上进步得比別人還快。在教學階段，要習得簡單的語言資訊，可能只需練習一次。概念則可能要練習三次。但如果是舞蹈等複雜的動作，則可能需要多次練習才能收效。
如果練習者練習不夠頻繁，強化就會消失、練習者將忘記習得技能。因此，練習通常要定期實行，以確保練習者有足夠達成訓練目標的練習量。

## 刻意練習
佛羅里達州立大學心理學教授安德斯‧艾瑞克森是研究「刻意練習」（deliberate practice）的先驅。他指出：
有人說專家的表現異於常情，他們因此肯定也異於常人……我們同意專家的成果常常異於常情、甚至有人能力確實遠遠異於常人；但除了如身高之類的少數例外，我們認為這些差異，並不是出於天賦等難以克服的要素，而是在人生之中，兩者有多刻意練習、以提昇其於特定領域的表現。
艾瑞克森發現專家技能超越常人的關鍵，是練習的方式而非頻率：專家會把所需技能分解出來，並結合即時回饋，在練習或日常活動中不斷提昇。刻意練習的另一特點，是針對技能不斷提出更有挑戰性的任務以期掌握之。另外討論「刻意練習」的專著還有Geoff Colvin的《Talent is Overrated》、Daniel Coyle的《The Talent Code》、Angela Duckworth的《Grit: The Power of Passion and Perseverance》、麥爾坎·葛拉威爾的《Outliers: The Story of Success》、Tony Rousmaniere的《Deliberate Practice for Psychotherapists》等。
艾瑞克森認為，過去某些所謂固定不變的解剖學特徵，其實並不全由基因決定。他的研究證明，基因很少會單獨決定一個人的特質；而是透過多年「最大努力」（maximal effort）的練習而成：「最大努力」在這裡指的是透過刻意練習來提升表現。艾瑞克森的說法也因此支持「十年規則」：也就是頂尖的表現，背後是至少十年的「最大努力」成果。
Angela Duckworth之後還說明了「刻意練習」的概念對教育、動機、學習成果等都產生影響。她在2014年的美國教育研究協會的會議演講中，指出學生的毅力的重要性：在學習過程中，學生必須駕馭難以掌握的材料。能否在困境中堅持不懈，是取得成功的關鍵。Duckworth也說，在實現學業目標方面，努力與天賦同等重要：如果學生能在學業中運用毅力，他們的努力程度就會提高。她在華盛頓特區舉行的全國拼字比賽研究中發現，運用毅力策略的學生往往更容易晉級決賽。
Current Directions in Psychological Science有兩篇文章批評了「刻意練習」：其指出練習雖然是達到高水準的績效的必要條件，但包含天賦在內的其他因素也很重要。練習往往是不夠的。最近一項統合分析發現，刻意練習與表現之間的相關係數為0.40：與肥胖、過量飲酒、吸菸、智力、藥物等其他預測變數相比，這個數字關聯相當大。
美國心理學協會指出，刻意練習的目的，是為達到高水準的專家表現。研究也表明刻意練習能使一個人獲得更高的成就。這是因為記憶力、認知能力、實踐能力、毅力和肌肉反應能力都透過刻意練習而得到提升。

## 刻意練習的特点
人類身心會藉由練習所習得的技能而改變。刻意練習會具體鍛鍊某個技能。而練習多久對練習非常重要：長期投入技能練習的人，會比強度高時間又短的人，更容易習得技能。艾瑞克森認為「刻意練習」必須要：
1. 擁有具體的定義和目標、練習者也必須理解
2. 練習者可自行練習
3. 練習者可以立刻得到回饋，以便在練習時能立刻改進
4. 練習者可重複實行
5. 練習內容必須由指導者設計，並由其指引如何進行

艾瑞克森還說如果一個「刻意練習」不符合最後一項需求，那就不能稱為「刻意練習」，而應稱為「有目的的練習」（purposeful practice）。

## 對一萬小時法則的駁斥
Malcolm Gladwell發明了「一萬小時法則」，稱說一位花了一萬小時專心練習特定技能的話，他就能成為該技能的專家。但艾瑞克森表示：「很明顯，如果只是把時間花在活動上，其成效遠低於刻意練習。在演奏音樂、下棋和踢足球等實例中就是如此。」

## 行為理論與認知理論
行為理論認為，專家的回饋能夠幫助學習者大幅度減少反覆嘗試帶來的錯誤與挫折，因此有助刻意練習、並更加接近目標。行為理論並不要求獎勵精準的表現；但結合專家回饋與精準表現，有利於建立與維持新表現。
認知理論則認為，練習會出錯的複雜任務，能提昇該技能的表現。這是因為錯誤會為學習者提供豐富的回饋，為未來表現奠定基礎。這理論解釋了學習者如何成為專家。

## 醫學教育的刻意練習
醫學教育常常會使用刻意練習的技巧。Duvivier等人以實用的角度，重新建構了「刻意練習」的概念，以描述學生要如何學習醫學臨床技能。同時把「刻意練習」定義為：反覆體現預期認知或意識活動的技能、嚴格技能評估、具體訊息回饋、與更好的技能表現。他们還进一步描述在技能发展的各阶段，学习者需要展现的个人临床技能。其中包括：
1. 規劃：以結構化的方式組織工作
2. 專注/投入：拉長注意力持續時間
3. 重複/複習：強烈的練習傾向
4. 學習風格/自我反思：自我調整學習傾向

該項研究只涉及醫學生，但作者發現重複練習可能只會對新手學習者（第一年）有幫助：因為隨著專業知識的擴展，學習者必須圍繞特定的缺陷，來集中精力規劃學習。課程設計必須能夠培養學生在職涯中規劃學習的能力。最後研究的結果，對於培養學生的自我調節行為也有啟示：起初醫學生可能需要來自導師的重點回饋；但隨著技能增進，他們必須培養自我評估的能力。
蘇珊·豪威克（Susan Howick）證明，在醫學領域採用混合方法練習，有益於從業人員和研究者。

## 心理健康教育的刻意練習
心理健康教育也接受與應用了刻意練習的理論。截至2025年，已有超過20篇經過同行評審的實證研究和兩篇文獻綜述，探討了在督導（supervision）中實行刻意練習的過程和結果。
一項2024年的綜述文章指出，心理健康專業人員的精心練習訓練主要有兩種模式：分別為Scott Miller、Mark Hubble、Daryl Chow開發的「更佳成果模式」（Better Results model）。其藉由回饋導向治療的數據來活用刻意練習。另一種則是由加州Sentio大學婚姻與家庭治療課程（Sentio University Marriage and Family Therapy program in California）所創立、結合心理治療技巧的反覆練習、臨床影片與治療成果數據的「Sentio 督導模式」。

## 刻意練習與運動準備
根據渥太華大學人體運動學學院於2018年的研究說明，刻意練習需要有「與提昇成效高度相關」、「認知上需要有努力之意」、「沒有立即回報」的結構化活動才能成立，而非只有準備活動就好。

## 延伸閱讀
- Movahedi, Ahmadreza; Sheikh, Mahmood; Bagherzadeh, Fazlolah; Hemayattalab, Rasool; Ashayeri, Hassan. . Journal of Motor Behavior. November 2007, 39 (6): 457–462. PMID 18055352. S2CID 6056979. doi:10.3200/JMBR.39.6.457-462.
- Macnamara, Brooke N.; Maitra, Megha. . Royal Society Open Science. August 2019, 6 (8): 190327. Bibcode:2019RSOS....690327M. PMC 6731745 . PMID 31598236. doi:10.1098/rsos.190327.